# Budgewoi Lake
Budgewoi Lake är en sjö i Australien. Den ligger i delstaten New South Wales, i den sydöstra delen av landet, omkring 74 kilometer nordost om delstatshuvudstaden Sydney.
Runt Budgewoi Lake är det i huvudsak tätbebyggt. Genomsnittlig årsnederbörd är 1 393 millimeter. Den regnigaste månaden är februari, med i genomsnitt 222 mm nederbörd, och den torraste är juli, med 42 mm nederbörd.